# Ocupació

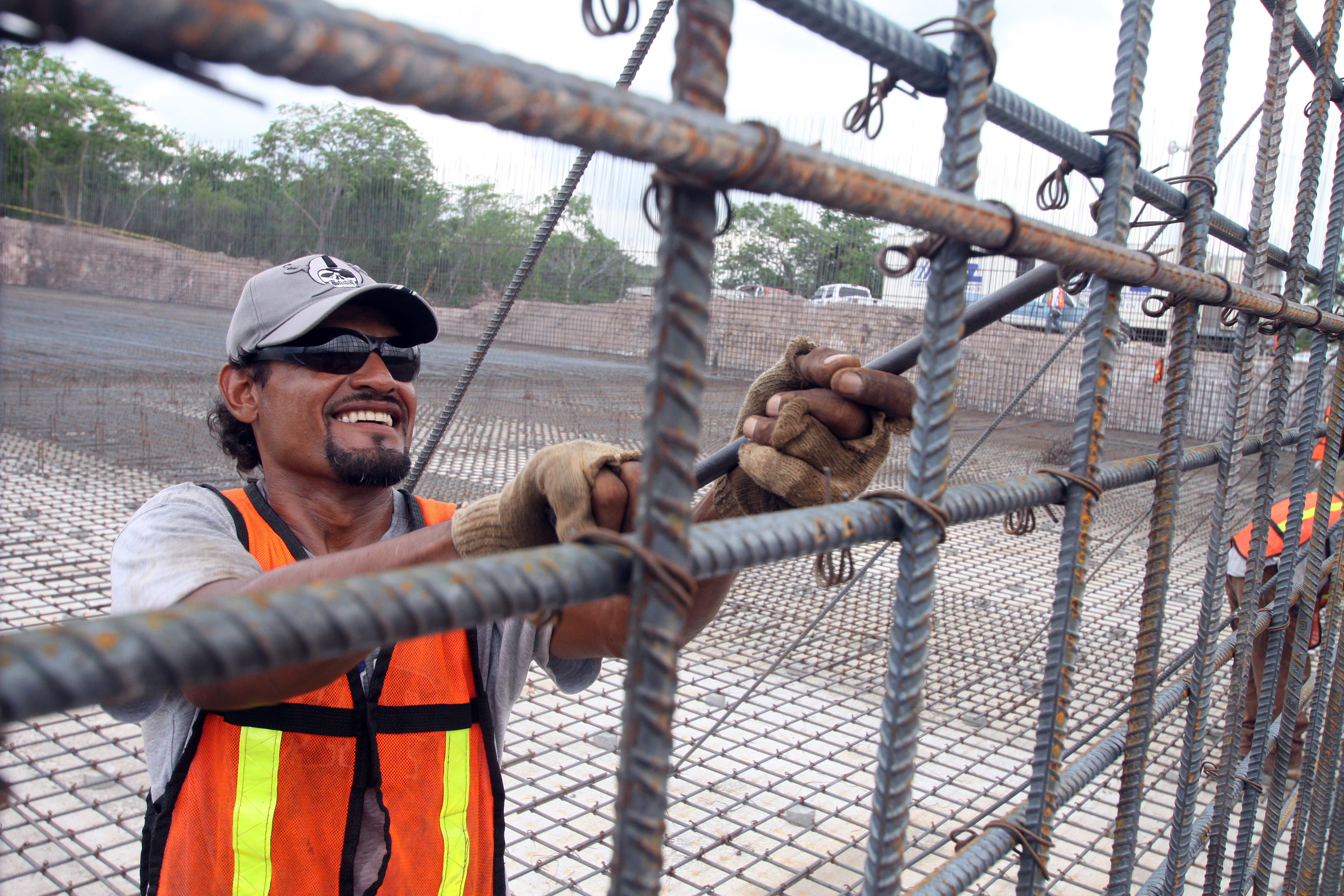
Treballador en una planta de tractament d'aigua a Mazatlán, Sinaloa, Mèxic.

L'ocupació és la relació regulada entre dues parts en virtut d'un contracte formal o de fet, individual o col·lectiu, pel qual el treballador rep una remuneració o salari. Al treballador contractat se l'anomena empleat i a la persona contractant ocupador.
En un sentit ampli, el terme ocupació s'utilitza com a antònim de desocupació i designa tota feina per la qual es genera un ingrés monetari o, genèricament, una renda. És a dir, que inclou a més a més del treball assalariat, el treball autònom i en general, el realitzat per la població ocupada, és a dir, per la part de la població activa que efectivament està treballant per obtenir un benefici econòmic. A la majoria de les estadístiques s'inclou entre la població activa els integrants de les unitats econòmiques familiars que participen en la producció. El debat d'aquests conceptes i categories porta a sostenir que el treball domèstic també forma part de la feina i cal reconèixer el valor que genera.
La taxa d'ocupació o taxa de desocupació, és el percentatge que suposa el nombre d'ocupats sobre la població en edat de treballar (o població en edat laboral). En canvi, la taxa d'activitat és el percentatge que suposa el nombre d'ocupats sobre la població activa. Aquesta població activa es compon de tots els que tenen una ocupació més tots aquells que no en tenen, però ho estan buscant. Per tant, la població activa sempre és menor que la població en edat laboral, ja que sempre hi ha un conjunt de persones en edat i condició d'aconseguir una feina que no ho desitgen.

## Ocupació formal i informal
S'anomena «ocupació formal» la que es troba formalitzada mitjançant un contracte de treball entre el treballador i l'ocupador, i s'ajusta als requeriments de la llei.
D'altra banda, l'ocupació informal s'estableix en sectors de l'economia on no s'exerceixen els controls tributaris o laborals suficients, i comprèn l'activitat laboral de treballadors independents, com a venedors ambulants sense llicència, i treballs en negre. Aquest tipus de feina, en la majoria dels casos, està mal remunerada i se solen oferir condicions laborals deficients. A més, com que no compta amb la deguda protecció legal per a les relacions laborals, deixa els treballadors sense indemnització en cas d'acomiadament indegut, sense dret al subsidi d'atur i sense dret a pensió.
L'ocupació informal està molt estesa als països en desenvolupament (60 % del total dels treballadors el 2009, segons un estudi de l'Organització Internacional del Treball), l'estructura econòmica del qual no aconsegueix ocupar a extensos segments de la població en aptitud de treballar i llança als qui perden la seva feina a realitzar una sèrie de petites activitats econòmiques a l'àrea dels serveis, l'artesania, la construcció, el comerç ambulant i altres zones de l'activitat productiva.
Als països desenvolupats també hi ha economia informal, però s'engloba en el concepte d'economia submergida, que també comprèn les activitats il·legals. Aquesta economia submergida suposa entre el 10 i el 30 % del PIB dels països de la Unió Europea.